# يوسف شيبان
 يوسف شيبان  (1988 الجزائر) هو لاعب كرة قدم جزائري .

## روابط خارجية
- يوسف شيبان على موقع قاعدة بيانات كرة القدم.إي يو (الإنجليزية)
- يوسف شيبان على موقع Soccerway.com (الإنجليزية)